# トゥーン
トゥーン（Thun）はスイスのベルン州に属する基礎自治体 ( アインヴォーナーゲマインデ ) 。人口は約4万3千人（2018年末）。住民のほとんどはドイツ語を話す。

## 地勢・産業
トゥーン湖の湖畔に位置する。精密産業などが盛ん。近隣の都市としては、約25キロ北西のベルン、30キロ東のブリエンツ、20キロ南東のインターラーケンなどが挙げられる。

## 歴史

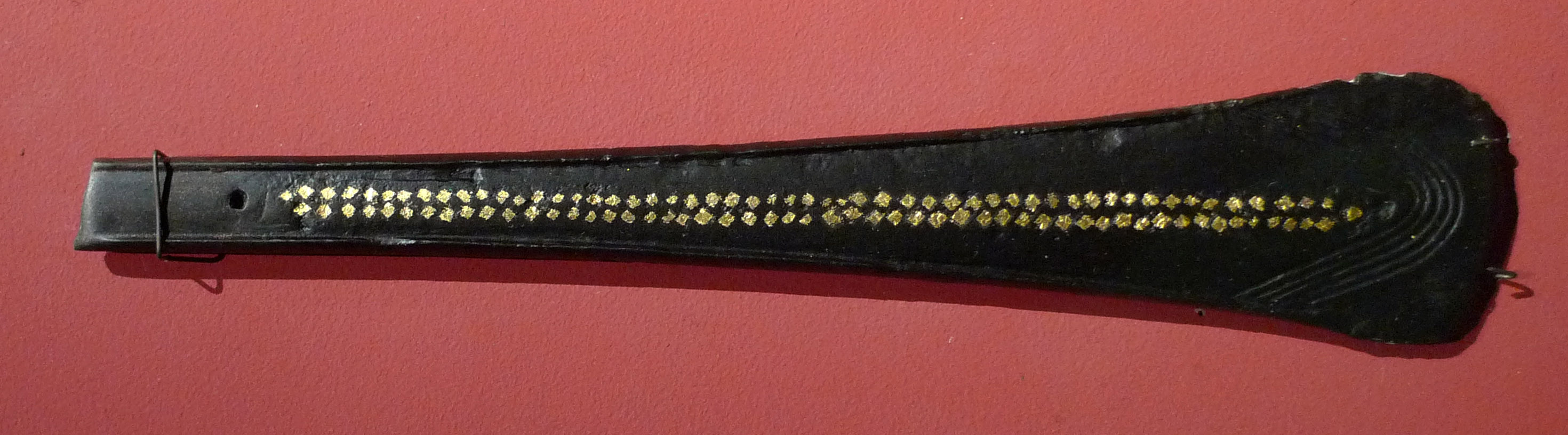
Thun-Renzenbühl斧(紀元前1800年頃)

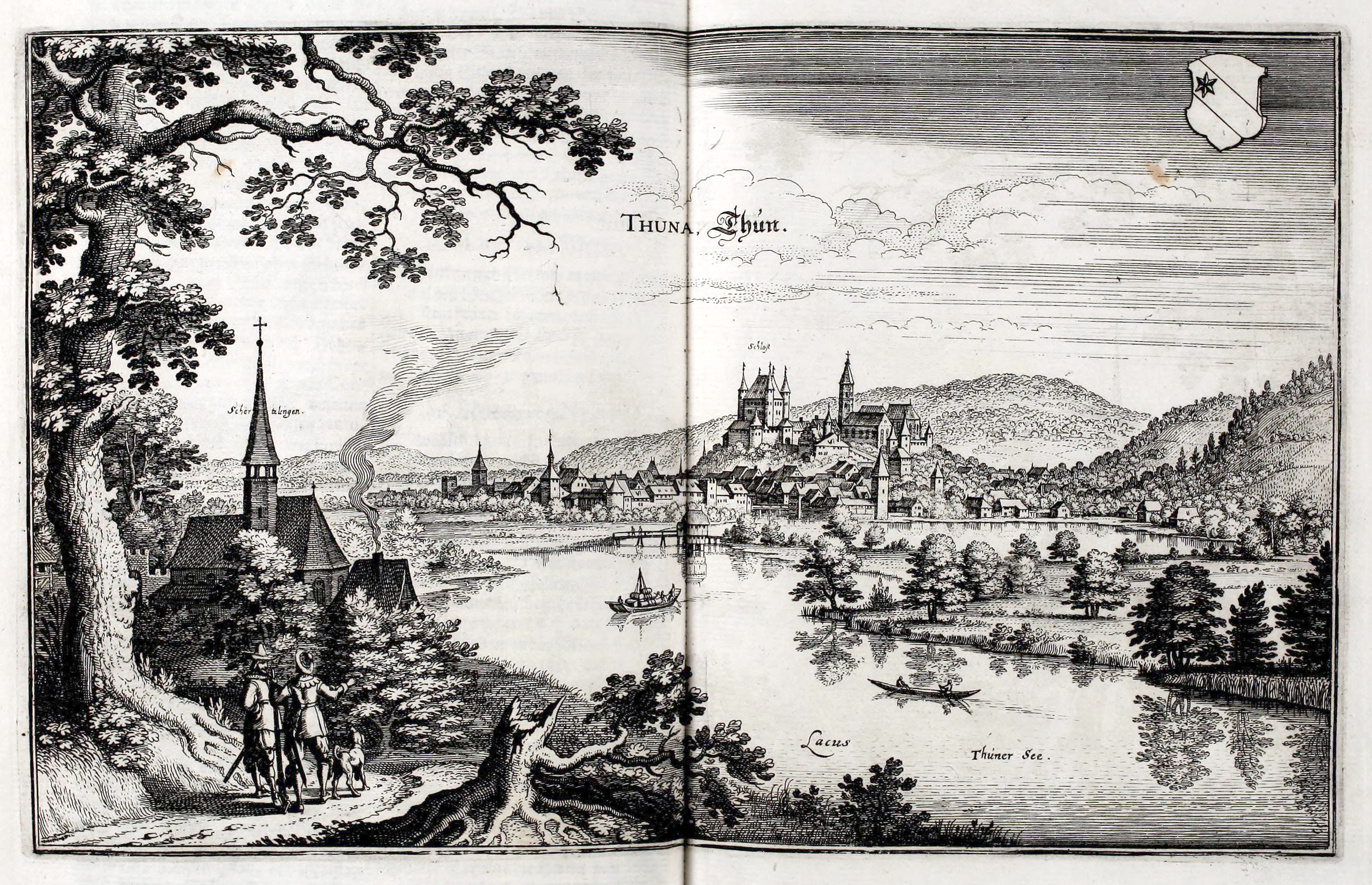
Thun in the "Topographia Helvetiæ, Rhætiæ et Valesiæ" by マテウス・メーリアン(1654年)

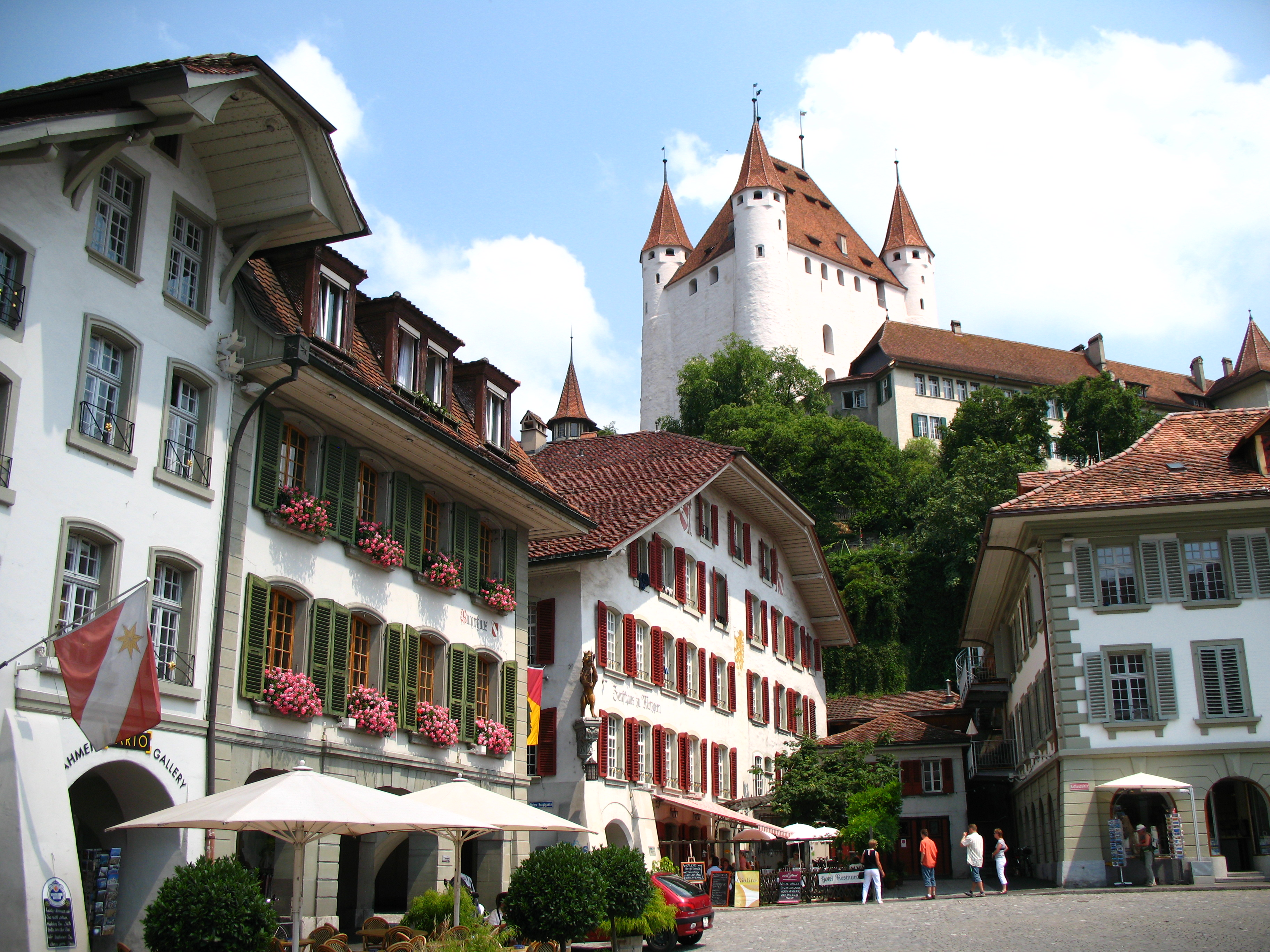
市役所広場とトゥーン城

紀元前3000年代中盤の新石器時代には既に人が暮らしていた。
青銅器時代には多くの集落がアーレ川とトゥーン湖の岸辺に存在した。
Renzenbühlには首長や貴族の墓が有り、ヨーロッパの青銅器時代の遺物が残る貴重な場所となっている。
紀元前1800年頃のThun-Renzenbühl斧は、象嵌が用いられた世界最古級の物である。
斧の金細工には数学的・天文学的意味が有るのかも知れない。
Wilerからは約1500の海に住むカタツムリの殻が発掘され、アルプスを越えて地中海地域との貿易が有った事を示している。
「トゥーン」の名は、ケルト語のDunum(要塞の町)に由来する。
紀元前58年にローマ共和国に征服された。
同時期にスイスのほぼ全土が征服され、トゥーンはその行政区の中心地の1つとなった。
400年頃、ブルグント人がローマ人をトゥーンを含むスイス全土から排除した。
トゥーンを流れるアーレ川は、南岸にキリスト教を信仰するブルグント人が、北岸にドイツ語を話す異教徒のアレマン人が暮らす国境地帯となった。
7世紀には、トゥーンがフランク人が書いた偽フレデガリウス年代記に初登場した。
1033年、コンラート2世がブルグント王位を得た事で神聖ローマ帝国に組み込まれた。
皇帝はベルンを拠点とするツェーリンゲン家にこの地域を預け、スイス中央部の従わない貴族の征服を命じた。
1133年には「Tuno」と記述された。
1190年頃、ベルトルト5世はトゥーン城を築き、町を拡張した。
1218年、ベルトルト5世の死去に伴い、Ulrich III von Kyburgが領主になった。
1264年、町に昇格した。
1384年、ベルンに買収された。
1798年～1803年の間、ヘルヴェティア共和国のオーバーラント州の州都だった。
1819年、軍事学校が築かれ、後にスイスの主要なものとなった。
1859年、鉄道が開通した。
1888年、電話が開通した。

## 観光
12世紀にトゥーン城が建てられた。現在、城内には博物館が設けられている。かつて、トゥーンでは陶磁器生産が盛んであり、陶磁器などの展示がされている。また郊外の軍事施設内にトゥーン戦車博物館があり、手続きをとれば見学できる。

## スポーツ
- サッカー：FCトゥーンが、トゥーンを本拠地とするサッカークラブチームである。2005年には国内準優勝を果たして、チャンピオンズリーグ予選の出場権を獲得、さらに予選を突破して本戦出場を果たした。
- オリエンテーリング：1981年の世界オリエンテーリング選手権（WOC1981）はトゥーンで開催された。
- カヤック：2009年のフリースタイルカヤック世界選手権はトゥーンで開催された。

## トゥーンに関連する著名人
- ズドラヴコ・クズマノヴィッチ：1987年～。サッカー選手。セルビアとの二重国籍。
- シモーナ・デ・シルベストロ：1988年～。レーシングドライバー。綽名は「鋼鉄の乙女」。
- ニコ・ミュラー：1992年～。レーシングドライバー。

## ギャラリー
- トゥーン城
- トゥーン湖